# Birr etiope
Il birr (in amarico ብር) è la valuta monetaria dell'Etiopia. La moneta attuale, che fu introdotta al termine della seconda guerra mondiale nel 1945 con il nome inglese di dollar (dollaro), dal 1976 è stata ridenominata in lingua amarica birr.
Da notare che anche la moneta precedentemente usata in Etiopia, il Tallero di Maria Teresa, usato fino all'occupazione da parte dell'Italia avvenuta nel 1936, era chiamato in lingua locale con il termine birr.
Il codice ISO 4217 del birr etiope è ETB ed il suo valore è, a gennaio 2025, inferiore al centesimo di euro. Ecco perché è difficile trovare monete, mentre è più utilizzata la cartamoneta.
Fino al 1997 il birr era usato anche in Eritrea.
Nelle lingue ge'ez e amarica, birr significa "argento".

## Monete
Le monete attualmente in circolazione sono nei tagli da:
- 1 santim
- 5 santim
- 10 santim
- 25 santim
- 50 santim
- 1 birr

## Banconote
Le banconote attualmente in circolazione sono nei tagli da:
- 1 birr
- 5 birr
- 10 birr
- 50 birr
- 100 birr
- 200 birr (2020 emissione anti corruzione)